# Saint-Lazare-de-Bellechasse
Saint-Lazare-de-Bellechasse è un comune del Canada, situato nella provincia del Québec, nella regione di Chaudière-Appalaches.